# Liriomyza umbrosa
Liriomyza umbrosa este o specie de muște din genul Liriomyza, familia Agromyzidae. A fost descrisă pentru prima dată de Watt în anul 1923. Conform Catalogue of Life specia Liriomyza umbrosa nu are subspecii cunoscute.